# Eritrite
L'eritrite, volgarmente conosciuta come fiore di cobalto, è un minerale, un arseniato idrato di cobalto.
Il nome deriva dal greco έρυθρὸς (erüthròs) = rosso, per il colore dei suoi cristalli.
Fu descritta per la prima volta da François Sulpice Beudant (Parigi 5 settembre 1787 - 10 dicembre 1850), geologo e mineralogista francese, nel 1832.

## Abito cristallino
I cristalli sono prismatici e aciculari con strie longitudinali.

## Origine e giacitura
È un minerale secondario caratteristico delle zone di alterazione dei giacimenti a solfuri di cobalto, detto anche fiore di cobalto. La paragenesi è con simplesite, adamite, scorodite, malachite, azzurrite, farmacolite e cloantite.

## Forma in cui si presenta in natura
I cristalli prismatici sono spesso raggruppati in aggregati raggiati o fibrosi; spesso forma sottili lamine flessibili di aspetto micaceo adagiate su ganga quarzosa; non infrequenti le forme sferoidali fibroso-raggiate; talvolta con patine polverulente e terrose ricopre altri minerali.

## Caratteri fisico-chimici
Si scioglie in acidi dando una soluzione rossa; in HNO3 dà invece una soluzione rosacea. Colora la fiamma in verde chiaro; fonde al cannello formando una perla grigia e liberando un odore agliaceo mentre si disidrata e diventa azzurra.
È settile (facilmente tagliabile in sottili lamine) e flessibile e va pulita sempre con acqua distillata. Ha luminescenza arancione.
Per alterazione superficiale il colore del minerale passa al grigio.

## Località di ritrovamento
A Schneeberg, in Sassonia; a Richelsdorf, in Turingia; a Wittichen, nel Baden-Württemberg, tutte località tedesche; a Schladming, in Austria; a Bou Azzer, in Marocco; ad Alamos, in Messico.
In Italia in patine terrose si trova a Punta Corna e al Colle del Paschietto, nelle Valli di Lanzo; a Primaluna, in provincia di Como; al Monte Mulat, presso Predazzo, in Trentino-Alto Adige; nella miniera di Calamita e nella miniera del Ginevro dell'isola d'Elba; infine a S'Acqua is Prunas nel comune di Gonnosfanadiga, in provincia di Cagliari e a Pizzo Cipolla, in provincia di Messina.